# Chajar ad-Durr
Pour les articles homonymes, voir Durr.
Chajar ad-Durr, (ou Chagarat al-Durr, ou Shajar al-Durr « arbre de perles » ; ? - 28 avril 1257) est une esclave devenue favorite du sultan ayyoubide d'Égypte As-Salih Ayyûb. 
Elle a ensuite régné avec le titre de sultan du 2 ou 4 mai 1250 au 30 juillet 1250 avec le titre de Walidat al-Khalil. 
Elle meurt le 28 avril 1257, battue à mort par les servantes de l’ancienne compagne de son deuxième mari.
Des historiens français rendirent hommage à la sagesse et haute intelligence politique de cette souveraine « qui s'égala soudain aux meilleurs hommes d'État tandis que d'autres relativisent son rôle ».

## Biographie

### Origine
Les historiens ne connaissent pas l'origine de cette esclave offerte à As-Salih Ayyûb alors qu'il était exilé par son père à la forteresse de Kayfa (1232-1238). Ils hésitent entre une origine arménienne, géorgienne ou turque. On ignore jusqu'à son véritable prénom, car elle n'est entrée dans l'Histoire que depuis qu'Al-Sâlih Ayyub l'a surnommée « arbre de pierres précieuses ». À la mort du sultan Al-Kamil, en 1238, son fils aîné Al-Sâlih se rend au Caire pour lui succéder. Très épris de sa favorite, il abandonne ses épouses précédentes et ses enfants à Kayfa pour n'emmener que Chagarat al-Durr. Elle aura un fils, Khalîl, qui mourra, avant son père, à l'âge de six ans, d'où l'appellation ultérieure de Umm Khalîl. As-Salih Ayyûb a eu un autre fils Tûrân Châh.

### Septième croisade

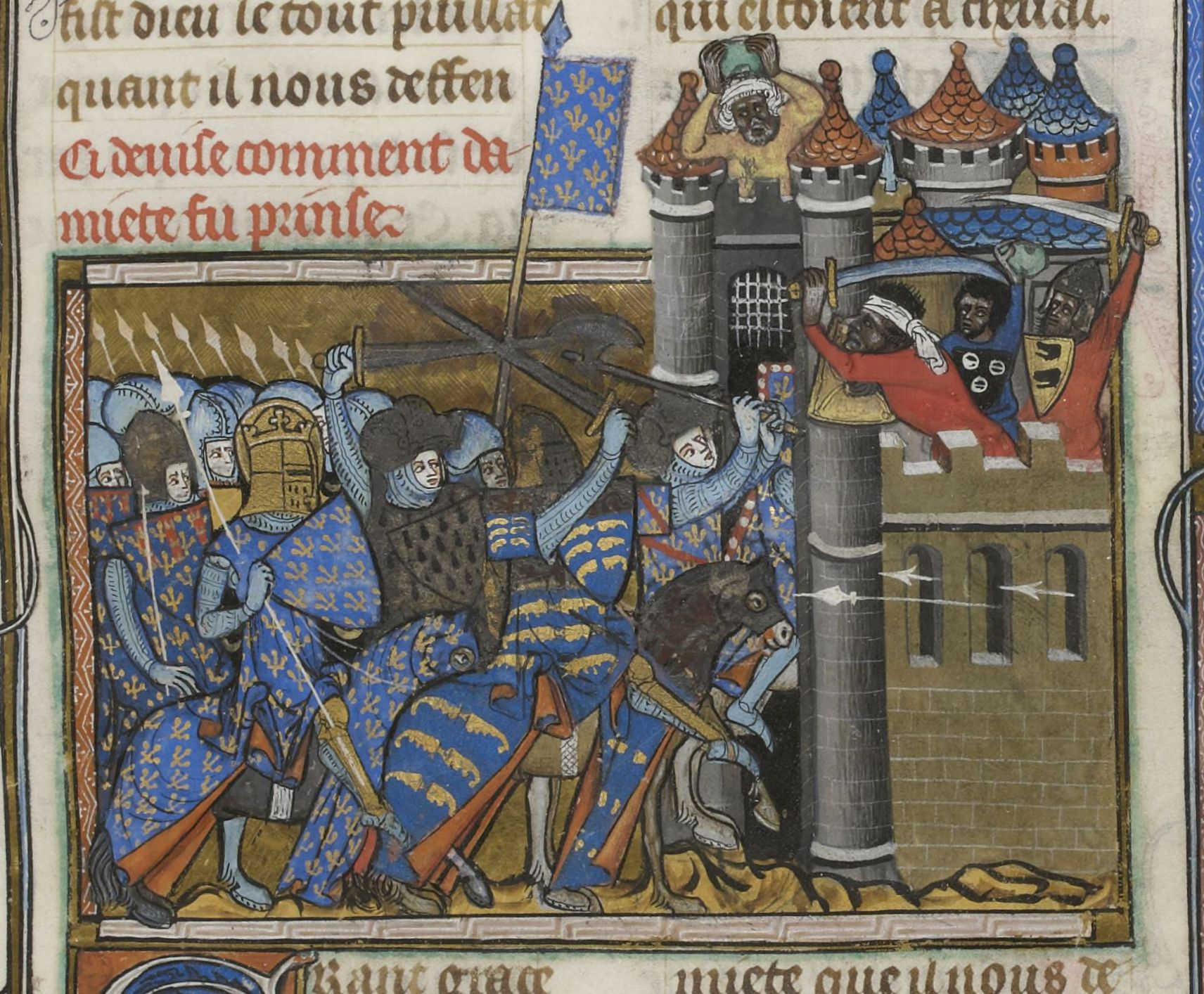
Louis IX conduit 25000 croisés devant Damiette, en Égypte.

En 1249, le roi de France Louis IX lance la septième croisade. Les croisés font escale à Chypre. 
À ce moment, le sultan As-Salih Ayyûb est à Damas. Pendant son absence, Chajar ad-Durr va jouer le rôle de régente et va organiser la défense de l'Égypte. À peine As-Salih Ayyûb est-il rentré qu'il meurt, le 21 novembre 1249. Pour ne pas affoler les troupes, Chajar ad-Durr cache cette mort en disant que son époux est simplement malade. Lorsque finalement elle annonce le décès d'As-Salih Ayyûb, c'est le fils de celui-ci, Tûrân Châh, qui est désigné héritier. Partis de Chypre, les croisés arrivent à Damiette, dans le delta du Nil, en mai 1249, avec 1 800 navires. La ville est prise, le 8 juin. Cette lourde défaite provoque chez les généraux turcs de la défiance à l'égard de Tûrân Châh, jugé inapte. 

### La prise du pouvoir

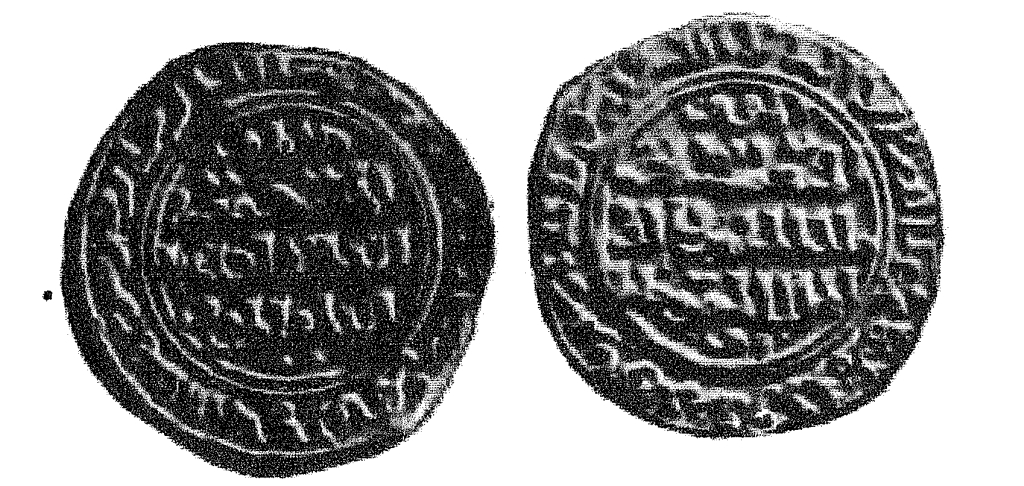
Monnaie égyptienne des années 1250, frappée au nom de Chajar ad-Durr.

L'armée des croisés se dirige ensuite vers Le Caire. De février à avril 1250, les croisés font le siège de la citadelle de Mansourah. Le scorbut et la dysenterie déciment les soldats et forcent le roi à battre en retraite. Un sergent félon fait alors courir le bruit que le roi Louis IX s'est rendu. La plupart des soldats se rendent et sont faits prisonniers. Louis IX est également fait prisonnier. Ces victoires font la gloire de l’émir Baybars qui était à la tête des armées égyptiennes. Un mois plus tard, en mai 1250, le roi et l'ensemble des prisonniers sont libérés contre une forte rançon payée par l'Ordre du Temple. 
Les Mamelouks, avec Baybars à leur tête, tuent Tûrân Châh, au cours d’un banquet qu’il donnait pour fêter la victoire. Chajar ad-Durr est mise sur le trône par les généraux mamelouks turcs factieux. Ainsi, par une décision sans précédent, dont l'exemple ne s'est jamais reproduit depuis dans le monde arabe, une femme régnait à la tête de l'empire. La khutba, le sermon du vendredi à la mosquée, était dite en son nom : « Dieu protège la princesse, la servante d'Al Malik al-Sâlih, la reine des musulmans, Sauvegarde du monde et de la religion (Ismat ad-dunia wa-d-dîn) Umm Khalîl, la servante du khalife Al-Musta'sim, l'épouse d'Al Malik al-Sâlih. » Ces titres étaient également inscrits sur la monnaie.
L'Égypte était, depuis la prise du pouvoir par Saladin, sous l'autorité du calife abbasside de Bagdad. Le calife Al-Musta'sim n'accepte pas qu'une femme puisse avoir le titre de sultan. Il envoie une lettre aux émirs mamelouks disant que si les émirs ne sont pas capables de trouver un homme à la hauteur de la tâche, il se ferait un devoir de leur en envoyer un. Chajar ad-Durr tient tête pendant moins de deux mois. Le mamelouk Al-Mu`izz `Izz ad-Dîn Aybak est désigné par l'assemblée des émirs. Mais cela ne satisfait pas les Ayyoubides, encore influents, qui voient d'un mauvais œil un mamelouk prendre le pouvoir. Par amour, par intérêt commun ou par ambition, Chajar ad-Durr séduit Aybak et l'épouse, le 21 juillet 1250. On dit qu'ils étaient amoureux l'un de l'autre. Le calife envoya au sultan d'Égypte un poignard orné d'un décor de jasmins en signe de bonne volonté. Mais il refusa d'envoyer les robes de cérémonie. 
Pendant les sept années qui suivent, c'est Chajar ad-Durr plutôt qu'Aybak qui gouverne. Elle continue à signer les décrets au nom du sultan, on bat monnaie à son nom et elle ose se faire appeler sultan(e).

### La fin
Chajar ad-Durr était très jalouse. Lors de son mariage avec Aybak, celui-ci avait dû divorcer de sa première épouse. Lorsqu'il parle de prendre une deuxième épouse, Chajar ad-Durr trouve cela inacceptable, et organise le meurtre de son mari, à la sortie du bain, après une partie de polo, le 1er avril 1257. Elle cherche à cacher son crime, mais de vieux adversaires se réveillent alors. La première épouse d'Aybak demande réparation. Les généraux sont divisés sur l'attitude à prendre. Finalement, au cours d'une émeute, Chajar ad-Durr est frappée à mort, à coup de bâtons, par les esclaves du harem. Son cadavre à moitié nu est jeté dans les fossés de la citadelle, le 28 avril 1257. Le fils d’Aybak, Al-Mansûr Nûr ad-Dîn `Âlî, un adolescent de onze ans, monte sur le trône, avec l’émir Qutuz comme régent, malgré sa rivalité avec Baybars.
Le cadavre de Chajar ad-Durr serait actuellement dans un mausolée à son nom, qu'elle aurait fait construire de son vivant, au Caire. Sous le dôme, une niche est décorée de mosaïques dessinant un arbre orné de feuilles en émail illustrant son nom.

#### Chroniqueurs arabes anciens
- Ibn Wasîl, Gamal al-Dîn, Mufarrij al-kurûb fî akhbâr Bânu Ayyûb, Le Caire, 1977.
- Sibt ibn al Gawzî, Mir'ât al zamân, fac-simile, The University of Chicago, 1907.
- Abûl Fida al Ayyûbî, Al Mukhtassar fî akhbâr al-bachar, Le Caire, 1999.
- Abul Mahasîn, Gamâl al-Dîn, Al Nugûm Al Zâhira fî mulûk Misr wa'l Qâhira, Le Caire 1935
- Al-Maqrîzî, Histoire de l'Égypte de Maqrîzî traduite de l'arabe de E. Blochet, 1908.
- Al-Maqrîzî, Histoire des sultans mamelouks de l'Égypte traduite par M. Quatremère, t. I.
- Al-Suyûtî, Al-Mustazraf min akhbâr al-gawârî, Beyrouth, 1963.
- Ibn Iyâs, Badâi' al-Zuhûr fî waqâi' al duhûr, Le Caire, 1982.

#### Études consacrées à Chagarat al-Durr
- F. Abou Khater, Shagar El Dorr, La revue du Caire, septembre, 1951.
- Mounira Chapoutot-Remadi, Chajar ad-Durr, in Les Africains, Turin, 1983.
- Heikal Azza, Il était une fois une sultane Chagarat al-Durr, Paris, 2004.
- Alain de Mérionec, Chagarat Ouddour, Le Caire, 1889.
- Götz Schregle, Die Sultanin von Ägypten, Wiesbaden, 1961.
- Abderrahim Bouzelmate, Sultane sublime. L'extraordinaire destin de Chajarra Dorr, l'unique sultane, Victor Lebrun éditions, 2020
- « mars 2020 », sur Un souffle d'histoires (consulté le 7 juillet 2020).

#### Ouvrages généraux
- André Clot, L'Égypte des Mamelouks 1250-1517. L'empire des esclaves, Paris, Perrin, 2009, 474 p. (ISBN 978-2-262-03045-2).
- Janine et Dominique Sourdel, Dictionnaire historique de l’islam, PUF, coll. « Quadrige », 2004, 1028 p. (ISBN 978-2-13-054536-1), « Mamlouks syro-égyptiens », p. 526-529.

## Annexe